# Paolo Sassone-Corsi
Pour les articles homonymes, voir Sassone et Corsi.
Paolo Sassone-Corsi, né le 8 juin 1956 à Naples en Italie et mort le 23 juillet 2020 à Irvine aux États-Unis,, est un chercheur en biologie moléculaire italien.

## Biographie
Paolo Sassone-Corsi soutient sa thèse de biologie moléculaire à l'université de Naples en 1979 puis fait un premier post-doctorat dans le laboratoire de Pierre Chambon à Strasbourg, et un second au Salk Institute dans le laboratoire d'Inder Verma à San Diego en Californie. En 1989, il obtient un poste de directeur de recherche au CNRS à l'Institut de génétique et de biologie moléculaire et cellulaire de Strasbourg.
À partir de 2006, il est également professeur à l'Université de Californie à Irvine (UCI) où il occupe depuis 2011 le poste de directeur du département d'« Épigénétique et métabolisme ». Il prend également la direction de l'unité mixte Inserm 1233/UCI (créée en 2008 par Emiliana Borrelli) qui possède la particularité unique d'être officiellement localisée à Irvine en Californie.
En 2013, il publie en collaboration un livre de réflexions réalisées par courriels avec l'écrivain Erri De Luca.

## Apport scientifique
Son travail scientifique s'est principalement attaché à la mise en œuvre d'approches moléculaires pour l'étude des voies de signalisation intracellulaires aboutissant à la régulation de l'expression des gènes pour le contrôle de l’établissement des rythmes circadiens, les régulations épigénétique et la plasticité du génome.

## Distinctions
- 1994 : Médaille d'or de l'EMBO
- 1997 : Prix Liliane-Bettencourt (médecine)
- 2003 : Prix Charles-Léopold Mayer de l'Académie des sciences
- 2004 : Médaille d'argent du CNRS[6]

## Ouvrage
- Ti sembra il Caso ? en collaboration avec Erri De Luca, éditions Feltrinelli, 2013  (ISBN 978-8807491436).